# بنك بيانات المواد الخطرة
بنك بيانات المواد الخطرة (HSDB) هو قاعدة بيانات علم السموم في شبكة بيانات السموم في المكتبة الوطنية الأمريكية للطب (TOXNET) (NLM). وهو يركز على علم السموم للمواد الكيميائية الخطرة بما في ذلك معلومات عن التعرض البشري والنظافة الصناعية وإجراءات حالات الطوارئ والتطور البيئي والمتطلبات التنظيمية والمجالات ذات الصلة.
وجميع البيانات معتمدة من مجموعة أساسية من الكتب والوثائق الحكومية والتقارير الفنية والمقالات المختارة ومصادرها متوفرة، وتخضع جميع المراجعات لمراجعة النظراء من قبل لجنة المراجعة العلمية (SRP) التي يمثل أعضاؤها مجموعة من مختلف المهن والاهتمامات. والرؤساء الحاليون لSRP هم الدكتور مارسيل كاسافانت دكتوراه في الطب مجموعة علم السموم، والدكتور رولاند ايفرت لانغفورد دكتور في مجموعة تطوير البيئة
ويتم تنظيم بنك بيانات المواد الخطرة في سجلات كيميائية فردية، ويحتوي على أكثر من 5000 هذه السجلات، ويمكن الوصول إليها مجانًا عبر توكسنت (TOXNET). ويمكن للمستخدمين البحث عن طريق الاسم الكيميائي أوالاسم البديل، أو رقم رقم تسجيل المركب الكيميائي أو من خلال الشروط. وتشمل الإضافات الحديثة المواد المشعة وبعض الخلائط مثل النفط الخام والمشتتات النفطية وكذلك السموم الحيوانية. وكان هناك ما يقرب من 5600 من سجلات بنك بيانات المواد الخطرة الكيميائية المحددة والمتاحة في نوفمبر 2014.

## شبكة بيانات علم السموم
شبكة بيانات علم السموم (توكسنت-TOXNET) عبارة عن مجموعة من قواعد البيانات المضافة على موقع المكتبة الوطنية للطب NLM التي تغطى «المواد الكيميائية والمخدرات والأمراض والبيئة والصحة البيئية والصحة والسلامة والتسمم والمخاطر والإرشادات وعلم السموم». وتتم إدارة توكسنت TOXNET بواسطة برنامج NMM Toxicology وبرنامج معلومات صحة البيئة TEHIP في قسم خدمات المعلومات المتخصصة SIS.
تتضمن قواعد بيانات TOXNET ما يلى:
1. بنك معلومات المواد الخطرة (HSDB) :بيانات علم السموم التي تم تسجيلها لأكثر من 5000 مادة كيميائية خطرة.
2. خط السموم(TOXLINE):ويشتمل على 4مليون إشارة حول الآثار البيوكيميائية والدوائية والفسيولوجية والسمية للأدوية والمواد الكيميائية الأخرى.
3. ChemIDplus:قاموس لأكثر من 400000 مادة كيميائية(الأسماء و المرادفات والتراكيب).
4. LactMed : قاعدة بيانات العقاقير والرضاعة:الأدوية والمواد الكيميائية الأخرى التي قد تعطى للأمهات المرضعات.
5. قاعدة بيانات علم السموم التنموية والإنجابية DART:مراجع لعلم السموم التنموية والانجابية.
6. TOXMAP:توفر خرائط الصحة البيئية خرائط تفاعلية قابلة للبحث في بيانات EPASTRI و Superfund، بالإضافة إلى بيانات التعدد السكانى في الولايات المتحدة والبيانات الصحية NCI.
7. جرد إطلاق السميات:الإصدارات البيئية السنوية لأكثر من 600 مادة كيميائية سامة في المرافق الأمريكية.
8. قاعدة بيانات الجينات والسموم:الوصول إلى البيانات العلمية التي تصف العلاقات بين المواد الكيميائية والجينات والأمراض البشرية.
9. قاعدة بيانات المنتجات المنزلية:الآثار الصحية المحتملة للمواد الكيميائية في أكثر من 10000 من المنتجات المنزلية المنتشرة.
10. Haz-Map:ربط المهام والوظائف الخطرة بالأمراض وأعراضها.
11. نظام معلومات المخاطر المتكامل IRIS :تقييم المخاطر والاستجابة للجرعات لأكثر من 500 مادة كيميائية.
12. تقديرات مخاطر السموم الدولية ITER:معلومات المخاطر لأكثر من 600 مادة كيميائية من مجموعات موثوقة في جميع أنحاء العالم
13. ALTBIB:موارد لبدائل استخدام الفقاريات الحية في البحث والاختبار الطبى الحيوى.